# 查尔斯·威廉·巴丁

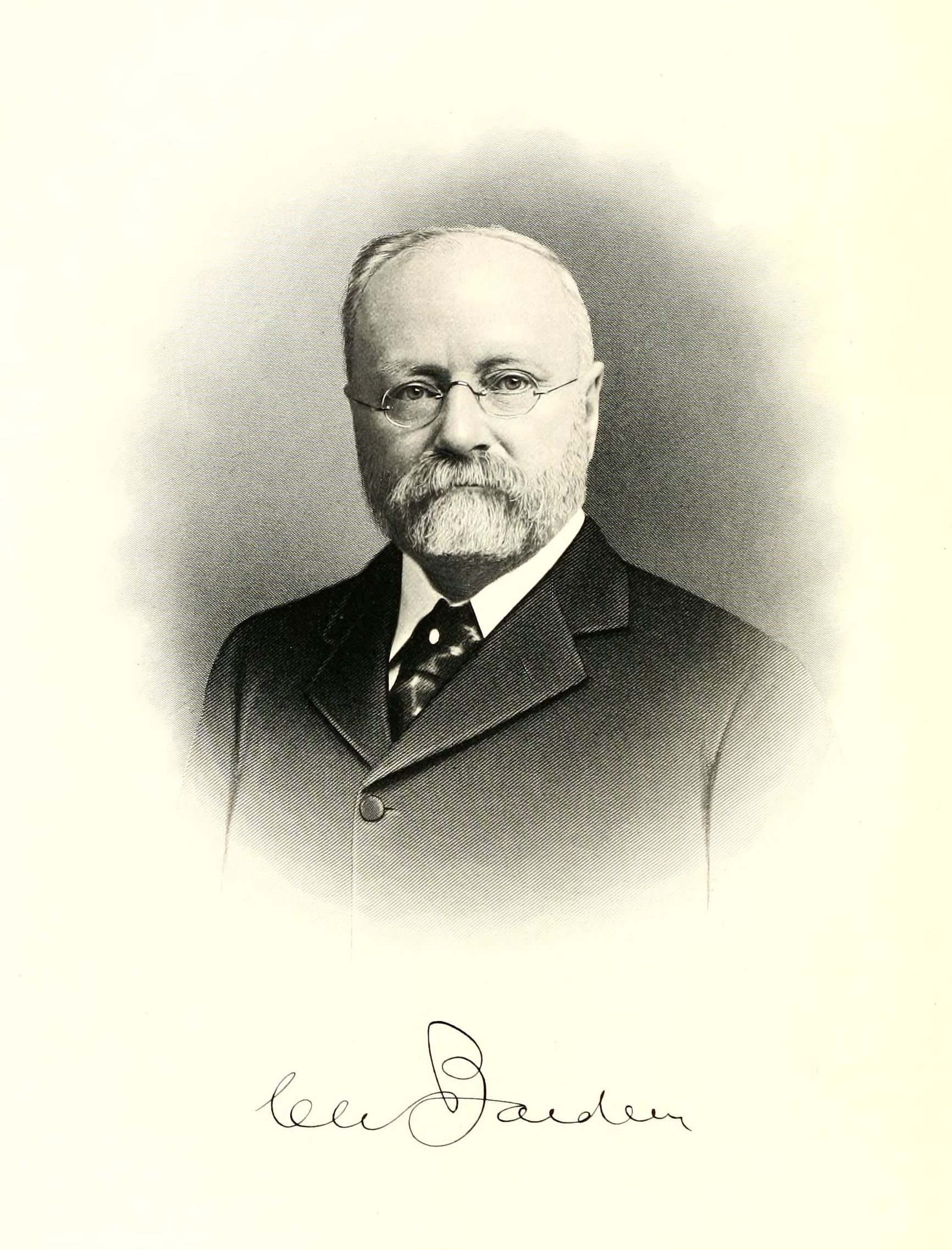
1908年的C·W·巴丁

查尔斯·威廉·巴丁（英語：Charles William Bardeen，1847年—1924年8月19日）是美国教育家和出版商，致力于改善美国的教育制度。他是查尔斯·拉塞尔·巴丁的父亲，和两次诺贝尔物理学奖获得者约翰·巴丁的祖父。